# Sergeants 3
 Sergeants 3 és una pel·lícula estatunidenca dirigida per John Sturges, estrenada el 1962.

## Argument
Tres sergents de cavalleria reben l'ordre d'esbrinar els motius del tall de la línia telegràfica a Medicine Bend. Pel camí alliberen Jonas, un ex-esclau negre, que, no sabent on anar, decideix acompanyar-los en la seva perillosa missió...

## Repartiment
- Frank Sinatra: Sergent Mike Merry
- Dean Martin: Sergent Chip Deal
- Sammy Davis Jr.: Jonah Williams
- Peter Lawford: Sergent Larry Barrett
- Joey Bishop: Sergent-Major Roger Boswell
- Henry Silva: Mountain Hawk
- Mickey Finn: Morton
- Madge Blake: Mrs. Parent